# 长沙文革历史
本条目记录文化大革命期间湖南省、尤其是省会长沙的文化大革命运动史。

## 前期

### 前奏
1965年，《评新编历史剧〈海瑞罢官〉》发表后，湖南的报纸一直没有转载。《五·一六通知》发出后，中共湖南省委积极派出工作组抓“三家村”、“小邓拓”。
1966年8月18日，红色政权保卫军成立。8月19日，湖南大学土木系学生到中共长沙市委请愿，与工人冲突，称为“八一九事件”。中共湖南省委第一书记张平化“九·二四”报告指出：提意见、写大字报的人是造无产阶级的反，是“右派翻天”。一时间，全省抓出“右派”、“黑鬼”等以十万计。10月14日，“湘江风雷”在北京成立。10月15日，“高司”在长沙成立。“高司”总部派出大量战斗队、宣传队，分赴各地、市、厂、矿调查，写出大量调查报告、材料，控告“九·二四”报告的恶果，控诉资反路线的罪恶，为被打成“右派”“黑鬼”的大批干部、群众平反。12月6日，部分复员军人组织了“红旗军”。
1967年1月15日，《红旗》杂志公开指责“红色政权保卫军”是中共党内走资派组织的“御用团体”。 叶卫东、李铁凡等人批斗张平化，关在长沙市新华电影院地下室内约十天。
1966年年底，高司单方面与张平化在湖南大学望江楼私下会谈，签订了关于湖南文化大革命的《望江楼协议》和谈判公报。

### 军队支左
1967年1月23日，中共中央发出《关于人民解放军坚决支持革命左派群众的决定》，军队正式介入地方的文化大革命。1月15日，湖南省军区表态支持高司。1月20日，湖南省军区执行中共中央“一·二〇”来电指示，镇压冲击军区的 “湘江风雷”的盟友组织“红旗军”、“红导弹”，并抓捕了红旗军的负责人。
2月4日，中央文革小组对湖南省军区的一份报告批示：“湖南军区对‘湘江风雷’和‘红旗军’的头目，应当立即采取专政措施，分化瓦解其中受蒙蔽的群众。这个意见并电告广州军区。”2月4日深夜，湖南省军区执行中央文革“二·四”批示，两组织支队长以上头头绝大多数被捕，长沙的监狱人满为患。三天内，省军区统一部署，逮捕大小头目一万多人。后来，省军区承认抓了五千人。2月7日，“高司”等九个群众组织发起，召开十余万人的批判、斗争“湘江风雷”、“红旗军”、“红色政权保卫军”头目大会。2月8日，在省军区支持下，“高司”、“长沙地区公检法夺权委员会”等12个组织发起成立“省红联”（“湖南省红色造反者联合筹备委员会”）。2月9日，省军区在第二号通告中，提出“肃清湘江风雷流毒”的口号。“高司”在省军区的支持下，又派出大量战斗队奔赴各地和各大厂矿“肃清湘江风雷流毒”，普遍支持反“湘江风雷”的保守派。
3月，湖南省成立“抓革命、促生产”第一线指挥部，临时负责处理全省的经济工作。3月9日，“红中会”（红卫兵长沙市中等学校革命委员会）成立。十天后，长沙一中“红造会”（长沙一中红卫兵革命造反委员会）成立。3月29日，“省红联”向中共中央上报成立省革委会的三结合名单。4月7日，“红中会”再封《湖南日报》。4月15日，“工联”（“长沙市革命造反派工人联合委员会”）成立。4月22日，湖南省委书记处候补书记章伯森发表对形势的《公开声明》。章伯森、梁春阳领头，一批领导干部公开发表声明支持“工联”。4月25日，控制《长沙晚报》的晚报红色新闻兵连续在本报发表矛头直指高司的长篇文章。
“五一”大游行中，“红中会”、“井冈山”等激进红卫兵组织公开喊出了为湘江风雷翻案的口号。5月9日，“红中会”、“井冈山”、“红造会”、“高校风雷”等学生组织在省军区门前开始绝食斗争。5月14日，“工联”派在长沙东风广场召开十万人大会，成立“绝食指挥部”。5月14日，中共中央、中央军委、中央文革小组、全军文革小组批发《广东省军管会关于前段支左工作的教训和下一步的做法》和《湖南省军区关于贯彻广州军区首长指示的情况报告》。5月19日，华国锋在长沙发表声明表态支持“工联”。5月31日，湘江风雷总部正式宣布恢复。省军区于6月3日发出第四号《通告》和《紧急通告》，宣布湘江风雷不是反革命组织，但不得恢复原组织。6月8日，省军区发布通令，点名批评“工联”等组织。
6月3日晚，各造反派组织领导人在市总工会开会，讨论部分“湘江风雷”成员拟在劳动广场召开大会公开树旗问题，争吵激烈。工联反对将于6月4日召开的湘江风雷重新树旗大会，而要开支持亮相干部大会。6月6日，“工联”、“高司”两派在长沙友谊馆（今五一路口腔医院大楼）发生大规模武斗，死亡10人，多人受伤。随后武斗不断发生，周恩来紧急召集各派代表进京谈判。7月，由于全省形势恶化，抓革命促生产指挥部停止工作。7月23日，湖南医学院发生武斗，死伤数人。7月26日，二百多人冲进马坡岭国家军火仓库，拿走三卡车军火。7月27日，中共中央明确表态支持“工联”、“湘江风雷”，撤消“二·四”批示。8月7日，在马坡岭和工程兵学院，工联和湘江风雷武斗。8月10日，中共中央发出《中共中央关于湖南问题的若干决定》。

## 中期
8月，道县和江华、江永、兰山等地发生大规模乱杀人事件，即道县事件。
8月30日，“高校风雷”、“中南矿冶学院井冈山公社”等二十五个“湘派”组织公开发表《八·三〇声明》批评省革筹小组的人选名单。9月5日，根据《中共中央关于湖南问题的若干决定》第二条，由军队代表、干部代表、群众代表组成湖南省革命委员会筹备小组，黎原为组长，华国锋、章伯森为副组长，成员12人。9月19日，周恩来接见湖南造反派代表。9月27日，工联宣布解散总部。
9月28日，湘江风雷、长沙工人、青年近卫军等六个湘派组织发出通知，邀请各造反组织共商联合。9月29日上午通过《关于坚决拥护、全力促进、誓死捍卫革命大联合的联合声明》（九·三〇声明），9月30日上午会上产生“省无联筹备小组”。10月7日，“省无联”《成立公告》贴上大街。
10月14日，“湘江风雷”总部发表九·三〇声明的自我批评。10月17日，罗新发在东风广场的“以斗私批修为纲，粉碎极左思潮的猖狂进攻大会”上代表湘江风雷总部再次作自我批评。11月9日，工联、湘江风雷、长沙工人、青年近卫军发表《关于促进迅速实现按系统大联合的联合公告》。“湘江风雷”总部在11月24日《郑重声明》不承认“省无联”。
10月底，衡阳矿冶学院学生李瑞林率领20人成立“湖南无产阶级文化大革命考察团”抵达长沙，经郑开诚介绍认识叶卫东，加入湘江风雷，并提出到各地发展串联，成功在1966年11月7日，将中共湖南省委副书记万达揪到衡阳批斗。
1968年1月24日，周恩来与康生、陈伯达、江青等全部出面，宣布“省无联”是“反革命的大杂烩”。“省无联”头头被抓捕。1968年1月26日，湖南省革命委员会筹备小组在长沙召开群众会议，声讨省无联。2月9日，长沙20万军民集会游行声讨省无联。
1968年1月17日，“长沙市工代会”（长沙市革命工人代表大会）召开，“工联”、“湘江风雷”、“长沙工人”、“青年近卫军”等均宣布解散，统一纳入“长沙市工代会”。
2月28日，长沙市革命委员会成立。4月8日，湖南省革命委员会正式成立，发表《告全省人民书》：“自即日起，湖南省委、省人委的党政财文大权，统统归湖南省革命委员会”。
省委机关的组织“永向东”借助中央“反三右一风”（右倾机会主义、右倾分裂主义、右倾投降主义和为二月逆流翻案风）的“三·三〇指示”，联合原“工联”的“湘瓷派”、原“湘江风雷”的稳健派，抨击省、市革委会中的军方负责人与原“工联”负责人胡勇等（被称为“汽电派”）。梁、尚及“永向东”组织主要骨干被关押、批斗、反省，一般活动分子，则被下到各地市单位和“五·七干校”。叶卫东也被点名批判，其省革委会副主任职务临时停止。
1970年春，一打三反运动开始。唐忠富、胡勇，区街小厂、街道居委会中的原造反派负责人，全部被整肃。少数被枪决，相当部分被拘捕入狱。大部分从各级革委会中开除，关进所谓“学习班”“反省”，隔离数月、甚至近一年。
1971年夏，清查五一六运动开始。原造反派成员再次被审查、清算、批斗，直至九·一三事件才获人身自由。

## 后期

### 批林批孔
胡勇等“汽电”头头向“湘江风雷”与“湘瓷”派头头做工作，向他们作了适度的自我批评。叶卫东、周国强等造反派由此恢复省、市革委会职务。已入狱几年的一些“湘江风雷”与“湘瓷”派头头，都被胡勇等人设法一度保释出狱。
在省地市县及所有企业事业单位的党委体制下，湖南造反派搞了“批林批孔运动办公室”（简称“运动办”），与各级党委并行。
4月份起是造反派的再次平反活动，几乎同时，大批造反派骨干加入中国共产党。此时，中共中央任命唐忠富为省委常委，胡勇成为省委委员。工联头头许新宝，甘德桂（“工”派的农民组织“农联”头头、东屯渡农场农工）任全职长沙市委常委，雷志忠任市委副书记。

## 后续
1976年10月14日，中共中央公布粉碎四人帮的消息。同日，唐忠富、胡勇、张厚、雷志忠、胡求生等在长沙汽车电器厂开会，张厚、唐忠富、胡勇都说是“右派政变”。胡勇说：“是资产阶级专了无产阶级的政”，“要顶住，不要当投降派”。会上提出“要分别找一些头头通气，要捆紧把子”，还议论过“上山打游击”、“要注意上海、辽宁的动向”等。会后，唐忠富找叶卫东秘密串连告知会议内容。
1976年10月23日，长沙市50万军民举行盛大集会和游行，庆祝胜利粉碎四人帮。同日，《湖南日报》发表长文《四人帮资产阶级帮派体系必须彻底摧毁》。
1976年11月1日，中共湖南省委决定隔离审查唐忠富。1977年3月，中共湖南省委宣布，公开审查湖南所有造反派头目与骨干。
1982年5月，长沙市中级人民法院和湖南省高级人民法院分别将造反派主要头头判刑：胡勇15年、叶卫东13年、唐忠富10年、张厚8年。1984年3月，章伯森被开除党籍、撤销职务。

## 尾声
唐忠富1997年8月3日在长沙去世。胡勇2022年12月去世。

## 原始文献
- 维基文库中的相關文獻：中共中央关于湖南问题的若干决定

### 资料
- 《湖南资料手册》编纂委员会，《湖南资料手册 （1949-1989）》，1990。
- 长沙市卫生局党史编纂小组 长沙市卫生局党史编篡小组，《长沙市卫生系统党史大事记 1966.5-1976.10》，1991
- 中共长沙市委组织部、中共长沙市委党史办公室、长沙市机构编制委员会、长沙市档案局合编，《中国共产党湖南省长沙市组织史资料 1921.7-1987.12》，1991。
- 中国人民政治协商会议湖南省委员会文史委员会编，《湖南近150年史事日志 1840-1990》，北京：中国文史出版社，1993年1月。
- 湖南省地方志编纂委员会编，《湖南省志 共产党志》，1998。
- 《湖南省志·大事记》，湖南人民出版社，1999。
- 长沙市志编纂委员会，《长沙市志》，湖南出版社，1995-1997。
- 文辉抗，陈清林，李万青主编；卢瑞莲，毛朝辉副主编；中共湖南省委党史委编著，《湖南五十年大事记述》，长沙：湖南人民出版社，2000。
- 王亚元主编 长沙市工会志编纂委员会编，《长沙市工会志》，2002。
- 雷国珍主编；刘华清，龚永爱副主编，《湖南党建90年》，2011。
- 应山红主编，《雁阵惊寒：湖南衡阳“文革”史事》，自印书，2002年2月。
- 中共湖南省委党史研究室，《中国共产党湖南历史 第2卷 1949-1978》，长沙：湖南人民出版社，2009年6月，ISBN 978-7-5438-5774-2。

### 研究
- 向前.  (博士论文). 复旦大学. 2010.

### 传记和回忆录
- 张平化，《张平化回忆录》，湖南人民出版社，1989。
- 杨曦光，《牛鬼蛇神录》，香港：牛津大学出版社，1994年。（作者即杨小凯，文革爆发时是长沙中学生，《中国向何处去》一文作者。）
- 朱正口述，朱晓整理，《小书生大时代——朱正口述自传》，北京大学出版社，1999年。（文革爆发时作者是在长沙做临时工的“右派分子”、“解除劳教人员”，前《新湖南报》编辑。）
- 杨敏之，《一瞬长思——“文革”回眸》。
- 林春苗，《春苗回忆录》，湖南省武冈市政协文史学习委员会，2003年。（文革爆发时作者是湖南省武冈县人民银行干部。）
- 李振祥，《四十七军在湖南“三支两军”纪实》，湘新出准字（2004）第021号，2004年。（文革爆发时作者是四十七军政治部主任。）
- 应山红，《静夜思》，自印书，2004年。
- 陈益南，《青春无痕——一个造反派工人的十年文革》，香港中文大学出版社，2006年。（文革爆发时作者是长沙市国营凯旋门摄影社学徒工，曾任长沙市服务公司革命委员会副主任。）
- 张扬，《我与〈第二次握手〉》，中共党史出版社，2007年。（文革爆发时作者是在湖南山乡务农的老知青，因写有长篇小说稿《归来》，文革中被辗转传抄成为手抄本小说《第二次握手》，被中央定为“利用小说反党”的大案，逮捕入狱。）
- 苗捷夫，《峥嵘岁月——苗捷夫回忆录》，湖南人民出版社，2009年。
- 万耀球，《滚爬血腥路——记我贱民、平民人生》，香港五七出版公司，2009年。（文革爆发时作者是被驱赶回原籍常德的北京大学“右派”职员。）
- 萧耀庭，《无悔人生》，四川美术出版社，2010年。（文革爆发时作者是湖南临江县剧团乐手。）
- 唐德元，《风雨人生》，自印书，2012年。（文革爆发时作者是湖南财贸学院学生，曾任长沙“红色政权保卫军”湖南高校总指挥部总指挥。）
- 沈博爱，《蹉跎坡旧事：一代中国农人的耕读梦》，语文出版社，2013年。（文革爆发时作者是曾因“右派”、“反革命”罪判刑劳改后改判释放回原籍浏阳乡间接受监管人员。）